# Adelheid von Murkart
Adelheid von Murkart (auch: Murghart) war von 1222 bis 1224 Äbtissin im Fraumünster in Zürich und damit die zweite Thurgauerin an der Spitze des Benediktinerinnen-Stifts nach Gisela von Spiegelberg.
Sie entstammte einem Freiherrengeschlecht, das in der Burg Murkart vermutlich bis in die 1. Hälfte des 13. Jahrhunderts residierte, danach oder zum Ende des 12. Jahrhunderts erbten die Freiherren von Regensberg diese.